# William Floyd

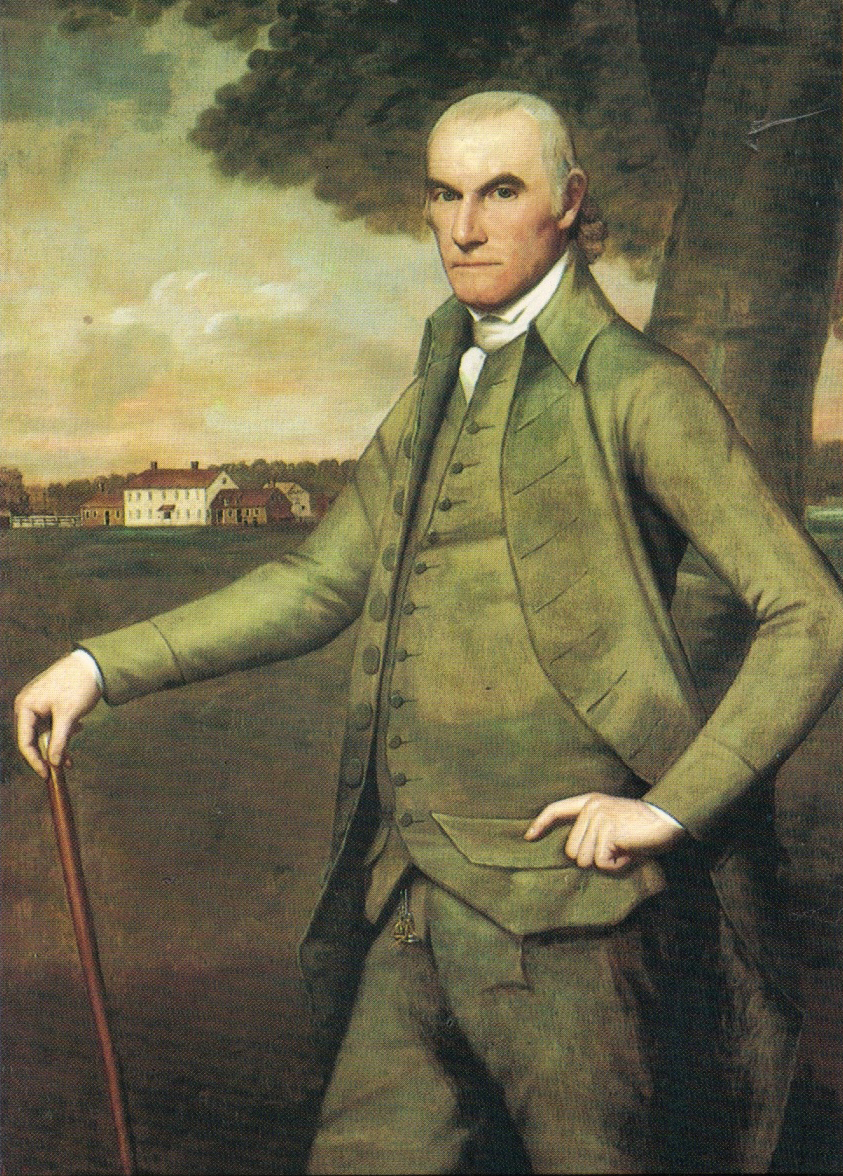
William Floyd. Porträtt från 1792.

William Floyd, född 17 december 1734 i Brookhaven, New York, död 4 augusti 1821 i Westernville, New York, var en amerikansk politiker. Han var en av dem som undertecknade USA:s självständighetsförklaring. Han representerade delstaten New York i den första kontinentala kongressen 1774 och var dessutom ledamot av USA:s representanthus från delstaten New York i den första kongressen 1789-1791.
Han var ledamot av kontinentala kongressen 1774-1776 och 1779-1783. I representanthuset satt han bara i en mandatperiod, eftersom han inte lyckades bli omvald i 1790 års kongressval.
Staden Floyd, New York har fått sitt namn efter William Floyd.